# Загваздина
Загваздина — деревня в Тобольском районе Тюменской области России. Административный центр Загваздинского сельского поселения.

## Население
| 2010 |
| ---- |
| 255  |

## Улицы
| - ул. Крестьянская, - ул. Молодёжная, - ул. Октябрьская, | - ул. Первомайская, - ул. Пролетарская, - ул. Северная, | - ул. Совхозная, - ул. Черёмушки, - ул. Южная. |

## Инфраструктура
- Благотворительный фонд «Хорошее дело»
- СССПК «Подворье»